# Lac Azingo
Lac Azingo är en sjö i Gabon, i anslutning till floden Ogooué. Den ligger i provinsen Moyen-Ogooué, i den västra delen av landet, 120 km sydost om huvudstaden Libreville. Arean är 106 kvadratkilometer. Den är 19 kilometer lång och 8 kilometer bred.